# Franz Bronstert

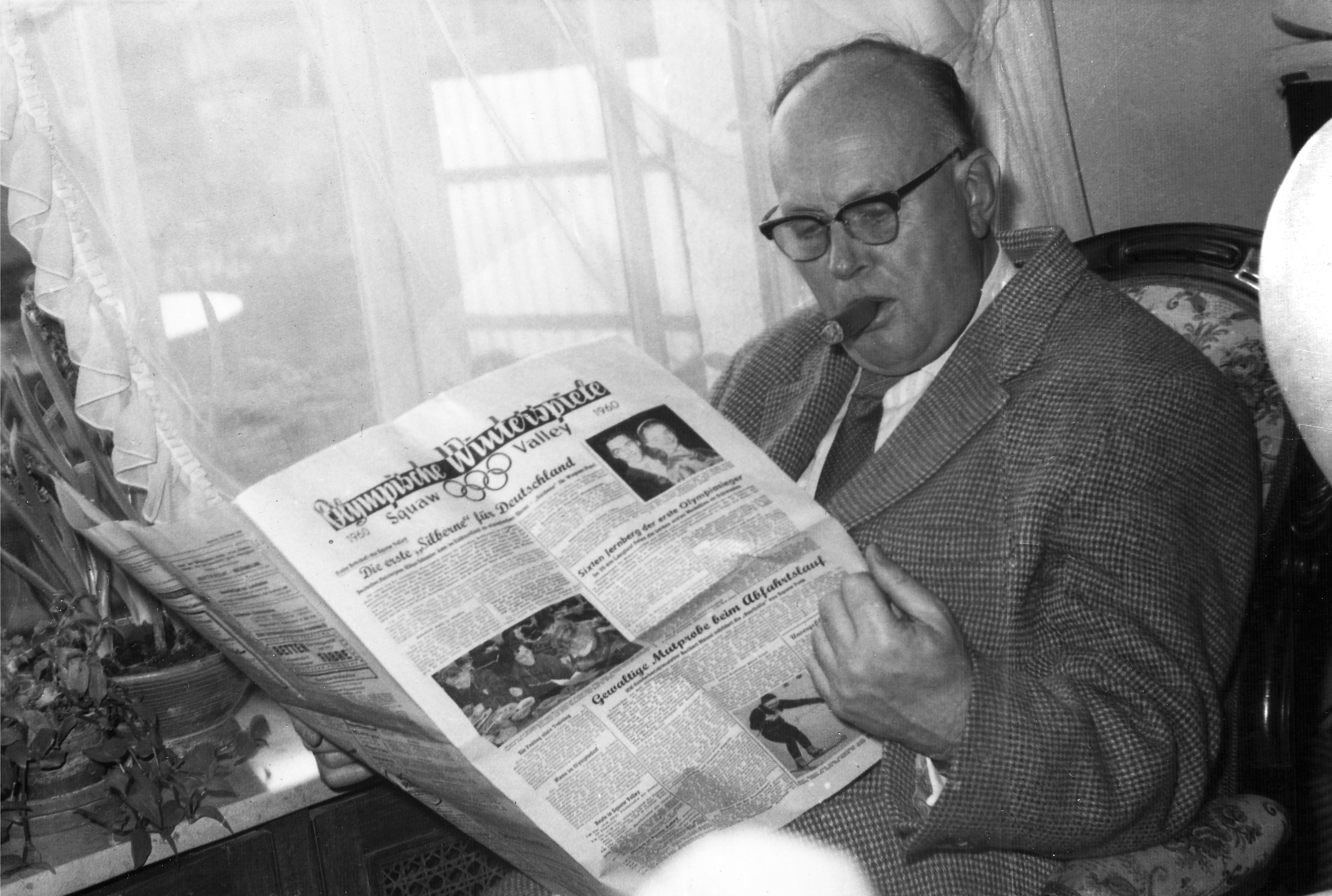
Franz Bronstert 1960

Franz Bronstert (* 18. Februar 1895 in Dorsten; † 29. Oktober 1967 in Freudenberg (Baden)) war ein deutscher Ingenieur und Kunstmaler.

## Leben
Franz Bronstert wurde als Sohn des Zeichen- und Musiklehrers Bernhard Bronstert und seiner Frau Luise (geborene Breil) in Dorsten geboren.
Vor dem Ersten Weltkrieg besuchte Bronstert die Maschinenbauschule in Hagen, um dort die Ingenieurprüfung abzulegen. Am Ersten Weltkrieg nahm er bis zu seiner Gefangennahme im Grad des Leutnants, später eines Rittmeisters teil. Im Kriegsgefangenenlager Ripon, Yorkshire erfolgte die erste künstlerische Betätigung und das Zusammentreffen mit Fritz Fuhrken und Georg Philipp Wörlen. Diese Kontakte führten 1921 zur Gründung der Künstlergruppe „Der Fels“ zu der auch noch Reinhard Hilker und Carry Hauser stießen.
Nach dem Krieg ließ er sich in Hagen nieder und knüpfte enge Kontakte mit dem Kreis um Karl Ernst Osthaus insbesondere mit Christian Rohlfs, von dem er wichtige künstlerische Impulse erhielt. Um diese Zeit entstand auch eine Freundschaft mit Alfred Kubin. Aus der Mitgliedschaft im „Fels“ resultierte eine rege Ausstellungstätigkeit zwischen 1921 und 1927 von Kiel bis Wien. In diese Zeit fällt auch die Publikation von insgesamt acht Mappen mit Originaldrucken der Felskünstler.
Bekannt ist ebenfalls die Beteiligung an Ausstellungen des Jungen Rheinlands. Verbürgt ist die Teilnahme an der Gruppenausstellung des Hagenrings im Museum Osnabrück 1929, möglicherweise auch weiterer Ausstellungen des Hagenring.
In der Zeit des Nationalsozialismus war Bronstert Mitglied der Reichskammer der bildenden Künste. Für diese Zeit ist seine Teilnahme an 20 Ausstellungen sicher belegt, darunter von 1940 bis 1943 mit 12 Bildern den Großen Deutschen Kunstausstellungen in München, von denen Hitler das Aquarell Niederrheinischer Kolk (52 × 74 cm; heute im Deutschen Historischen Museum) erwarb.
Frühere expressionistische Arbeiten Bronsters galten den Nationalsozialisten als entartet, und 1937 wurden im Rahmen der deutschlandweiten konzertierten Aktion „Entartete Kunst“ zwei seiner Grafiken mit dem Titel Brücke (1922) aus dem heutigen Museum Pfalzgalerie Kaiserslautern beschlagnahmt und vernichtet.
Künstlerisch entwickelte sich Bronstert vom radikalen Expressionismus der frühen zwanziger Jahre über eine realistische Phase zum „geläuterten Impressionismus“ wie der Künstler selbst sagt. Seine Motive fand Bronstert meist in der Natur. Obwohl Bronstert auch in Öl arbeitete, auch die Zeichnung und andere Techniken beherrschte, gehörte seine Liebe doch dem Aquarell.
Nachdem der Vorsatz, freischaffender Künstler zu werden letztlich an mangelndem finanziellem Erfolg gescheitert war, trat für längere Zeit der Broterwerb in den Vordergrund ohne die Malerei aufzugeben. Bronstert hatte mittlerweile Maria Regina Hedwig Schlickum, eine weitläufig Verwandte des Landschaftsmalers Carl Schlickum und des Dichters Ferdinand Freiligrath, geheiratet. Der Ehe entstammen vier Kinder.
Die Möglichkeit ohne finanziellen Zwang künstlerisch tätig zu sein enthob Bronstert aber auch der Notwendigkeit, sich um seine Vermarktung zu kümmern.
Als technisch-künstlerisches Mehrfachtalent machte Bronstert in seinem erlernten Beruf Karriere. Er war Inhaber mehrerer nationaler und internationaler Patente und beendete sein Berufsleben als technisches Vorstandsmitglied des VARTA-Konzerns. Danach konzentrierte er sich sofort wieder auf die Malerei, die ihn auch zuvor ständig begleitet hatte.
Berufsbedingt wechselte Bronstert öfter den Wohnort. Vom Geburtsort Dorsten, über Hagen, Posen, Bissendorf (Wedemark), Frankfurt am Main, bis zum letzten Doppelwohnsitz in Bad Homburg vor der Höhe und Rauenberg (Stadt Freudenberg).
Werke von Bronstert befinden sich u. a. in der Sammlung Schneider, Museum Baden, Solingen; sowie in den Sammlungen des Karl-Ernst-Osthaus-Museums in Hagen; im Museum Schloss Moyland, im Von der Heydt-Museum, Wuppertal, in den Bayerischen Staatsgemäldesammlungen, München, in der Kunstsammlung der Stadt Soest, in der Städtischen Galerie Lüdenscheid, im Stadtmuseum Iserlohn sowie in Privatbesitz.

## Ausstellungen (Auswahl)
- 1921–1927 Diverse Wanderausstellungen „Der Fels“, gezeigt in zahlreichen Städten Deutschlands und Österreichs
- 1922 1. Internationale Kunstausstellung Düsseldorf
- 1929 Osnabrück: Ausstellung „Hagenring“
- 1966 Galerie Lempertz Contempora, Köln „Baukhage Bronstert Cordone Venema“
- 1991 Museum Moderner Kunst, Passau „Der Fels“
- 2006 Amtshaus Galerie, Freudenberg „Franz Bronstert - Ein Künstler der klassischen Moderne“
- 2008 Museen der Stadt Lüdenscheid „Natur im Blick von Malern und Fotografen“ (kleinere Beteiligung)